# Lisa Edelstein
Lisa Edelstein (født 21. maj 1966) er en amerikansk skuespiller og manuskriptforfatter. Hun er formentlig mest kendt som Dr. Lisa Cuddy i tv-serien House M.D.

## Baggrund og opvækst
Edelstein er fra Boston, Massachusetts, hvor hun voksede op med sine forældre Alvin og Bonnie Edelstein. Hendes far er børnelæge i New Jersey. Hun er den yngste af tre børn. Hun flyttede til New York City da hun var 18 for at blive skuespiller. Mens hun boede i NY, blev hun kendt i klubmiljøet som "Lisa E". 

## Karriere
Efter successen i club-livet, brugte hun dette til at komme ind i skuespiller-livet. 
I løbet af 90'erne fik hun større roller i tv-dramaer, i 2000 havde hun en rolle i serien Ally McBeal. I 2004 blev hun castet til rollen som Dr. Lisa Cuddy i serien House M.D.. Hun har medvirket i filmen Daddy Day Care, hvor hovedpersonen er Eddie Murphy, og hun spiller mor til en af børnene.

## Personlige liv
Edelstein bor for tiden i Los Angeles, hun er vegetar og holder meget af dyr. I sin fritid holdere hun af at skrive, male og lave musik. Hun er i et forhold med Petri Raisanen(der er yoga guru).